# Chrysoprasis collaris
Chrysoprasis collaris är en skalbaggsart som beskrevs av Louis Alexandre Auguste Chevrolat 1859. Chrysoprasis collaris ingår i släktet Chrysoprasis och familjen långhorningar.
Artens utbredningsområde är Paraguay. Inga underarter finns listade i Catalogue of Life.